# حادثه ۱۴۰۰ نطنز
حادثهٔ ۱۴۰۰ نطنز، به حادثه‌ای خرابکارانه اشاره دارد که در تاریخ ۲۱ فروردین ۱۴۰۰ در تأسیسات غنی‌سازی اورانیوم نطنز رخ داد. این تأسیسات غنی‌سازی که بخشی از آن در عمق ۴۰–۵۰ متری زمین قرار دارد، یکی از تأسیسات هسته‌ای ایران است که تحت نظارت بازرسان آژانس بین‌المللی انرژی اتمی قرار دارد. یک روز پس از اعلام راه‌اندازی دوباره «مرکز مونتاژ سانتریفیوژهای پیشرفته» نطنز، دولت ایران تأیید کرد که «حادثه‌ای در بخشی از شبکهٔ توزیع برق تأسیسات غنی‌سازی نطنز» رخ داده است. روز ۱۲ تیرماه سال ۱۳۹۹ نیز وقوع یک انفجار در تأسیسات نطنز، به تخریب گستردهٔ «مرکز مونتاژ سانتریفیوژ ایران» منجر شد. تا کنون کسی به‌طور رسمی عهده‌دار این عملیات خرابکارانه نشده است.

## موقعیت
تأسیسات هسته‌ای نطنز بخشی از «تأسیسات زیرزمینی» مرتبط با برنامهٔ هسته‌ای ایران است که به‌منظور غنی‌سازی اورانیوم در نزدیکی نطنز در استان اصفهان احداث شده و تصور می‌شود که تأسیسات غنی‌سازی آن توسط سپری بتنی به ضخامت ۷/۶ متر محافظت می‌شود.

## علت حادثه
برخی منابع مدعی شده‌اند که این حادثه در اثر حملهٔ سایبری رخ داده و احتمالاً اسرائیل در آن نقش داشته است. شبکهٔ دولتی کان اسرائیل روز یکشنبه، ۲۲ فروردین، خبر داد که حادثه در تأسیسات اتمی نطنز، کار اسرائیل و نتیجهٔ «حملهٔ سایبری این کشور به ایران» بوده است.
- نیویورک تایمز به نقل از دو منبع اطلاعاتی گزارش داده است حادثه‌ای که منجر به قطعی برق در تأسیسات غنی‌سازی اورانیوم نطنز شد، یک انفجار بزرگ بوده که سیستم برق‌رسانی این مجموعه را کاملاً از کار انداخته است.[۷] این روزنامه به نقل از همان منابع اطلاعاتی نوشته است که «در اثر انفجار در سیستم برق نیروگاه نطنز، ایران تا ماه‌ها امکان غنی‌سازی اورانیوم را از دست داده است».[۸]
- روزنامهٔ اسرائیلی جروزالم پست گزارش داده است که اتفاقی که در تأسیسات نطنز افتاده حادثه نبوده و خسارات آن بسیار سنگین‌تر از چیزی است که مقام‌های ایران می‌گویند.[۹][۱۰]

رئیس کمیسیون انرژی مجلس شورای اسلامی تأیید کرد که در این سایت یک انفجار رخ داد که به قطع جریان برق در سانتریفوژها منجر شد. پست برق در سایت نطنز، جریان برق را به حدود ۴۰ تا ۵۰ متری زیرزمین می‌فرستد؛ مکانی که مستحکم ساخته شده تا حملات هوایی و موشکی نتوانند آن را از بین ببرد.
وزارت اطلاعات ایران از فردی به نام «رضا کریمی نطنز» به عنوان عامل خرابکاری در تأسیسات هسته‌ای نطنز نام برد که قبل از حادثه به خارج از کشور گریخته است.

## خسارت‌ها
بهروز کمالوندی، سخنگوی سازمان انرژی اتمی ایران، بدون اشاره به جزئیات این حادثه گفت این حادثه صدمات انسانی و آلودگی به دنبال نداشته است. مدت کوتاهی پس از این اظهارات، خبرگزاری ایرنا گزارش داد کمالوندی حین بازدید از مجتمع غنی‌سازی از ارتفاع چند متری سقوط کرده و دچار شکستگی‌هایی در ناحیهٔ پا و سر شده است.
طبق ادعای برخی منابع، در این مرکز غنی‌سازی اورانیوم، «چندین هزار» دستگاه سانتریفیوژ آسیب دیده و از بین رفته است.

## واکنش‌ها
مقام‌های حکومت ایران بر ضرورت «انتقام» از اسرائیل به دلیل نقش داشتن در این حادثه تأکید کرده‌اند.
علی‌اکبر صالحی رئیس سازمان انرژی اتمی ایران، حادثهٔ تأسیسات نطنز را «تروریسم هسته‌ای» خوانده است.
مالک شریعتی نمایندهٔ تهران در مجلس، در توئیتی نوشت:
«بسیار مشکوک به خرابکاری و نفوذ است».
آویو کوخاوی، رئیس ستاد ارتش اسرائیل، گفت:
عملیات‌های ارتش اسرائیل در سرتاسر خاورمیانه از چشم دشمنان پنهان نیست. آن‌ها گام‌های خود را محتاطانه و با در نظر گرفتن اقدامات ما برمی‌دارند.

سرپرست گروه فنی بررسی حادثه به نورنیوز گفت:
«اخباری که از سوی برخی رسانه‌های خارجی در خصوص علت حادثهٔ امروز در مجتمع غنی‌سازی نطنز منتشر شده صرفاً فضاسازی رسانه‌ای است و پایه و اساس واقعی ندارد. گروه فنی بررسی سانحه از ابتدای وقوع حادثه در مجتمع نطنز در محل حاضر شده و در حال بررسی علت رخداد بامداد امروز هستند. در حال حاضر مجموعهٔ احتمالات ممکن در خصوص بروز این حادثه به دقت در حال بررسی است و به محض مشخص‌شدن علت قطعی حادثه، اطلاع‌رسانی لازم انجام خواهد شد.»
فریدون عباسی دوانی:
«دشمن یک طراحی قشنگ انجام داده؛ فکر کرده و متخصصان خود را به کار گرفته تا این انفجار هدف آن‌ها را تأمین کند. یک کار پیچیده از طریق انفجار در سیستم توزیع برق و کابل‌های مربوط به باتری‌های برق بود که جریان برق در سانتریفوژها را قطع کرد.»

نیویورک تایمز: 
«چنان ضربهٔ شدیدی به توانایی غنی‌سازی اورانیوم ایران وارد کرده که احیای تولید در نطنز ممکن است دست‌کم ۹ ماه طول بکشد.»
اسحاق جهانگیری، معاون یکم رئیس‌جمهور گفت که باید نهادی که مسئول تأمین امنیت تأسیسات هسته‌ای و جلوگیری از خرابکاری بزرگ‌ترین دشمن جمهوری اسلامی است دربارهٔ خرابکاری روز گذشته پاسخگو باشد. سپاه پاسداران از دو دهه پیش مسئولیت حفاظت از تأسیسات هسته‌ای، دانشمندان هسته‌ای ایران و شناسایی تهدیدات در این حوزه را برعهده داشته است.
وزیر امور خارجهٔ جمهوری اسلامی در نامه‌ای به آنتونیو گوترش، دبیرکل سازمان ملل خواستار مجازات عاملان حادثهٔ نطنز شد. ظریف حمله به تأسیسات نطنز را «جنایت جنگی» خواند و گفت این اقدام نمی‌باید «بدون تنبیه» باقی بماند. وی مدعی شده که مسئولان جمهوری اسلامی با مهار به موقع پیامدهای این حمله مانع از وقوع یک «فاجعهٔ انسانی و زیست‌محیطی» شده‌اند.
دو روز بعد از این حادثه عباس عراقچی از غنی‌سازی اورانیوم با غنای ۶۰ درصد را خبر داد. غنی‌سازی ۶۰ درصد بالاترین غنی سازی ای است که ایران در برنامه اتمی خود دنبال کرده. او افزود هزار سانتریفیوژ دیگر با کارایی ۵۰ درصد بالاتر به ماشین‌های صدمه‌دیده افزوده خواهدشد.
آمریکا این اقدام ایران را تحریک‌آمیز خواند اما در عین حال اعلام کرد که به دیپلماسی با ایران ادامه می‌دهد. جن ساکی سخن‌گوی کاخ سفید ابراز امیدواری کرد که ۶ کشور مذاکره کننده با ایران در «رد تصمیم تهران در خصوص افزایش سطح غنی‌سازی» با یکدیگر متحد باشند. دفتر ریاست جمهوری فرانسه با اشاره به اینکه اقدام تازه ایران تحولی جدی به‌شمار می‌رود، اظهار داشت که ضروری است تمام کشورهای حاضر در برجام به علاوه آمریکا به این اقدام ایران پاسخی هماهنگ بدهند.
حسن روحانی در اولین واکنش خود گفت راه‌اندازی IR-۶ و غنی‌سازی ۶۰درصدی پاسخی به شرارت‌ها بود. اگر صهیونیست‌ها بر علیه ملت ما توطئه کردند، پاسخ خواهیم داد؛ اولین گام همین بود.
او همچنین ادعا کرد که می‌خواهند در مذاکرات دست ما خالی شود ولی دست ما پر است. ‏برابر توطئه شما پاسخ می‌دهیم ولی فعالیت ما صلح‌آمیز و تحت نظر آژانس است.
علی اکبر صالحی، رئیس سازمان انرژی اتمی ایران یک روز پس از «خرابکاری» در تأسیسات نطنز، ادعا کرد که در چند روز آینده بخش قابل توجهی از خرابکاری دشمن جبران خواهد شد. او افزود سیستم برق اضطراری سایت روز دوشنبه راه اندازی شده است او همچنین ادعا کرد غنی سازی در نطنز متوقف نشده و با قوت جلو می‌رود البته برخی ماشین‌هایی که از مدار خارج شده‌اند باید بازنگری شوند. این در حالی است که روزنامه نیویورک تایمز به نقل از دو منبع اطلاعاتی آمریکایی و اسرائیلی نوشت ایران برای بازگشت به نقطه‌ای که پیش از خرابکاری روز یکشنبه در آن قرار داشته است، دست‌کم ۹ ماه زمان نیاز دارد.